# Elisabeth Harnois
Elisabeth Harnois, född 26 maj 1979 i Detroit, Michigan, är en amerikansk skådespelare, bland annat känd för rollen Christina Nickson i TV-serien Point Pleasant.
Harnois växte upp i Los Angeles. Hon började vid St. Mel's School i Woodland Hills, Los Angeles, Kalifornien, och tog sin examen i filmstudier vid Wesleyan University 2001. 
Elizabeth Harnois var en barnskådespelare som började vid tre års ålder. Hon var mest med i reklamfilmer tills hon 1991 fick rollen Alice i Disneys TV-serie Adventures in Wonderland. Hon fick 2005 rollen i 20th Century Foxs kortlivade TV-serie Point Pleasant, men det blev hennes stora genombrott. Hon har spelat in filmen Solstice med The Blair Witch Project-regissören Daniel Myrick. Harnois har även gästskådespelat i The CW's serie One Tree Hill.

## Priser och nomineringar
Harnois var nominerad 1987 för Young Artist Awards for Exceptional Performance by a Young Actress för sin roll i filmen En förtrollad jul, 1988 blev hon nominerad för Best Young Actress  för sin gästroll i Highway to Heaven. 1993 vann hon slutligen ett pris för Outstanding Performers in a Childrens Program för sitt framträdande i Adventures in Wonderland.

## Film
- En Enda Man (2009) - Young Woman
- Bad Meat (2009) - Rose Parker
- Solstice (2008) - Megan/Sofie
- Keith (2007) - Natalie Anderson
- Ten Inch Hero (2007) - Piper
- Chaos Theory (2006) - Jesse
- Pretty Persuasion (2005) - Brittany Wells
- Strangers with Candy (2005) - Monica
- Swimming Upstream (2002) - Julie Sutton
- Facade (2000) - Kate
- The Warlord: Battle for the Galaxy (1998) - Maggi Sorenson
- My Date with the President's Daughter (1998) - Hallie Richmond
- The Ugly Duckling (1990) - Emily
- Where Are the Children? (1986) - Missy Eldridge
- En förtrollad jul (1985) - Abbie Grainger

## TV
- CSI: Crime Scene Investigation (2011-) - Morgan Brody
- D!RT (2008) (ep 2x02) - Milan Carlton
- Cold Case (tv-serie) (2007) - Janey Davis (in flashbacks to 1963) (5x09 "Boy Crazy")
- One Tree Hill (2006-2007) - Shelly - Clean Teen Leader
- CSI: Miami (2006) - Jill Gerard (5x08 "Darkroom")
- Criminal Minds (2006) - Kidnapping victim (only made a cameo appearance in one episode)
- Point Pleasant (2005) - Christina Nickson
- All My Children (2000-2001) - Sarah Livingston
- Förhäxad (2000) - Brooke
- Two Guys, a Girl, and a Pizza Place (1999) - Translator
- Brotherly Love (1997) - Carly
- Boy Meets World (1995) - Missy Robinson
- Klienten (1995) - Leigh-Ann
- Unhappily Ever After (1995) - Patty LeGurst
- The Fresh Prince of Bel Air (1993) - Steffi
- Adventures in Wonderland (1991) - Alice
- Midnight Patrol: Adventures In The Dream Zone (1990) - (röst) Rosie
- Timeless Tales from Hallmark (1990) - Emily
- Tills vi möts igen (1989) - Courteney Cox figur som barn
- Babar (1989) - (röst) Flora
- Highway to Heaven (1987) - Jenny Raines
- Fantastiske Max (1988) - (röst) Zoe Richards
- Gay people (1998)-(röst)-Alex Pay